# КК Јапан
Karate klub "Japan" se više od 25 godina bavi edukacijom mladih. Iznedrio je plejadu vrhunskih i zdravih sportista, evropskih i svetskih šampiona, stručnih trenera, ali što je najvažnije stvara moralne, dobre, obrazovane i disciplinovane ljude. Od samog početka cilj kluba je da kroz kvalitetno učenje i savlađivanje karate veštine pozitivno utiče na razvoj celokupne ličnosti u cilju stvaranja vrhunskih rezultata.
Jedan smo od najuspešnijih klubova u Srbiji i šire i jedini smo klub koji karate izučava u celosti i praktikuje sve njegove aspekte. Vežbamo više različitih karate stilova i karate smatramo nedeljivom celinom. Dokazali smo da je takav pristup vežbanju najefikasniji, uspevši da osvojimo evropska i svetska prvenstva u skoro svim vodećim karate savezima.
Pored takmičarskog pristupa sa našim reprezentativcima, velika pažnja posvećuje se najmlađim članovima.  Profesionalni rad sa decom kroz igru i edukaciju sa bazičnim vežbama razvoja, po principu školice sporta sa elementima karatea. Kroz takav način rada deca stiču zdrave navike, samopouzdanje i poboljšanje celokupnih motoričkih sposobnosti. Slava i zaštitnik kluba je Sveti Vasilije Ostroški.

## Сале где се воде тренинзи клуба
- Osnovna škola "Đuro Strugar" Novi Beograd
- Osnovna škola "Zaga Malivuk" Krnjača
- Plesni studio "Cha Cha Moon" Novi Beograd
- Plesni centar "Performa" Novi Beograd
- Osnovna škola "Stefan Nemanja" Senjak
- Osnovna škola "Kraljica Marija" Ovča
- Osnovna škola "Ljuba Nenadović" Žarkovo